# Josef Věntus
Josef Věntus (17 de febrero de 1931-29 de diciembre de 2001) fue un deportista checoslovaco que compitió en remo.
Participó en tres Juegos Olímpicos de Verano entre los años 1956 y 1964, obteniendo dos medallas, bronce en Roma 1960 y bronce en Tokio 1964. Ganó tres medallas en el Campeonato Europeo de Remo entre los años 1956 y 1963.

## Palmarés internacional
| Juegos Olímpicos   | Juegos Olímpicos       | Juegos Olímpicos  | Juegos Olímpicos |
| Año                | Lugar                  | Medalla           | Prueba           |
| ------------------ | ---------------------- | ----------------- | ---------------- |
| 1960               | Roma (Italia)          | Medalla de bronce | Ocho con timonel |
| 1964               | Tokio (Japón)          | Medalla de bronce | Ocho con timonel |
| Campeonato Europeo |                        |                   |                  |
| Año                | Lugar                  | Medalla           | Prueba           |
| 1956               | Bled (Yugoslavia)      | Medalla de oro    | Ocho con timonel |
| 1957               | Duisburgo (RFA)        | Medalla de bronce | Ocho con timonel |
| 1963               | Copenhague (Dinamarca) | Medalla de bronce | Ocho con timonel |